# المجمع العربي للملكية الفكرية
المجمع العربي للملكية الفكرية مؤسسة غير ربحية تأسست في 23 شباط 1987 في ميونخ-ألمانيا على يد مجموعة من الرواد الممارسين للمجالات العديدة من مواضيع الملكية الفكرية في العالم العربي على رأسهم الأستاذ طلال أبوغزاله، وذلك من أجل توحيد جهود العاملين في هذا المجال، وللمساعدة في زيادة الوعي والفهم في قضايا الملكية الفكرية وتفاعلاتها.

شعار المجمع العربي للملكية الفكرية

## الأهداف
يتمثل الهدف الرئيسي للمجمع في تعزيز وتطوير نظام حماية الملكية الفكرية من خلال شتى وسائل التوعية والتثقيف التي توضح طبيعة العمل في هذا المجال ودوره المؤثر على الاقتصاد، كما يهدف إلى تحسين وتوحيد التشريعات العربية في مجال الملكية الفكرية عن طريق دراسة الجوانب المتعددة لبراءات الاختراع والعلامات التجارية والنماذج الصناعية وحقوق التأليف لوصف أسسها وآثارها واقتراح الخطوط الأساسية لوضعها في شكل قوانين وكذلك تعزيز الوعي بضرورة الحماية الدولية للملكية الفكرية بمختلف تفرعاتها لـدى المعنيين في الوطن العربي وتطوير القوانين بما يتلاءم مع نصوص اتفاقية باريس لعام 1883 وما تلاها من مواثيق في مجال الحماية لما في ذلك من فائدة للمهنيين والمستهلكين والمنتجين والمجتمع الاقتصادي عمومًا.
كما يهدف المجمع إلى تعزيز وتطوير حماية الملكية الفكرية في الوطن العربي، من خلال تشجيعه لتطوير القوانين التي تحكم نشاط هذا الحقل. وكذلك تعزيز الوعي بضرورة الحماية لدى المعنيين في الوطن العربي وتوحيد التشريعات العربية في هذا المجال، وتطوير المواثيق بما يتلاءم مع نصوص اتفاقية باريس لعام 1883 وما تلاها من مواثيق في مجال حماية الملكية الفكرية.
وكذلك التوعية والتثقيف في هذا المجال بوسائل الأعلام التخصصي والمؤتمرات والندوات والأبحاث والدراسات لهدف حماية المستهلك والمنتج على السواء.
ويهدف المجمع إلى تنظيم هذه المهنة وتنشيطها ورفع مكانتها بما يخدم منتسبيها والمجتمعين المحلي والدولي، وكذلك فان تدريب الكوادر العربية في حقل الملكية الفكرية مهنيـا، هي من الأهداف الرئيسية لهذا المجمع.

## العضوية
الانضمام إلى عضوية المجمع متاحة لكافة المهنيين والممارسين الذين يرغبون بالاستفادة والمشاركة في كافة أنشطته، شرط استيفائهم معايير العضوية. ويوفر المجمع للأعضاء منتدى لتبادل الآراء والخبرات، ويعمل على توحيد الجهود للمساعدة في تحديث وتطوير قوانين وأنظمة الملكية الفكرية، وبناء قدرات الممارسين للمهنة في العالم العربي، وكذلك يقوم المجمع بعدد من الأنشطة، منها على سبيل المثال، المساعدة في تطوير القوانين والأنظمة الحالية وعقد الندوات وورش العمل والدورات التدريبية ومشاريع الأبحاث، بالإضافة إلى تنفيذه للعديد من المطبوعات.

## برامج التدريب
يعقد المجمع العديد من البرامج التدريبية ذات العلاقة بالملكية الفكرية ومنها برنامج خبير ملكية فكرية عربي معتمد (ACIPP) وهو أول برنامج متخصص يدرس باللغة العربية على يد مجموعة من الخبراء والأكاديميين المتخصصين في مجالات الملكية الفكرية المتنوعة.

## وصلات خارجية
- موقع المجمع العربي للملكية الفكرية
- موقع جمعية المجمع العربي للوساطة والتحكيم في الملكية الفكرية